# Zhongguo renming da cidian
Das Zhongguo renming da cidian (chinesisch 中国人名大词典 – „Großes chinesisches Personenlexikon“) ist ein chinesisches biographisches Lexikon.
Es gibt einen Band mit historischen Persönlichkeiten bis 1949 mit 14.000 Einträgen und einen Band mit zeitgenössischen Persönlichkeiten mit ca. 18.000 Einträgen. Ein dritter Band enthält 2185 Führungspersönlichkeiten aus Partei, Regierung und Militär.
Das Werk darf nicht mit dem älteren Werk mit 40.000 Einträgen aus der Zeit der Republik China (Shanghai 1921) verwechselt werden, das gleich transkribiert, aber im Chinesischen anders geschrieben wird.

## Bibliographische Angaben
- Zhongguo renming da cidian (Lishi renwu juan) [Großes chinesisches Personenlexikon. Band: Historische Persönlichkeiten]; Shanghai: Shanghai cishu chubanshe, 1990; ISBN 7532600335
- Zhongguo renming da cidian (Dangdai renwu juan) [Großes chinesisches Personenlexikon. Band: Zeitgenössische Persönlichkeiten]; Shanghai: Shanghai cishu chubanshe, 1992; ISBN 7532602079
- Zhongguo renming da cidian (Xianren dang-zheng-jun lingdao renwu juan) [Großes chinesisches Personenlexikon. Band: Führungspersönlichkeiten aus Partei, Regierung und Militär]; Shanghai: Shanghai cishu chubanshe, 1989; ISBN 7532601080